# موزه دریانوردی (استکهلم)
موزه دریانوردی (استکهلم) (به سوئدی: Sjöhistoriska museet) در استکهلم سوئد واقع شده است.

این موزه در ارتباط با تاریخچه نیروی دریایی، ترابری دریایی و کشتی‌سازی در یاردت بخشی از منطقه داخلی شهرستان استرمالم بنا شده است. موزه منظرهٔ وسیعی از خلیج یورگرچ پرنسلیکن ارائه می‌دهد. بنای این موزه توسط رگنار استبرگ معمار سوئدی طراحی و در طول سالهای ۱۹۳۳–۱۹۳۶ ساخته شده است.

## نگارخانه

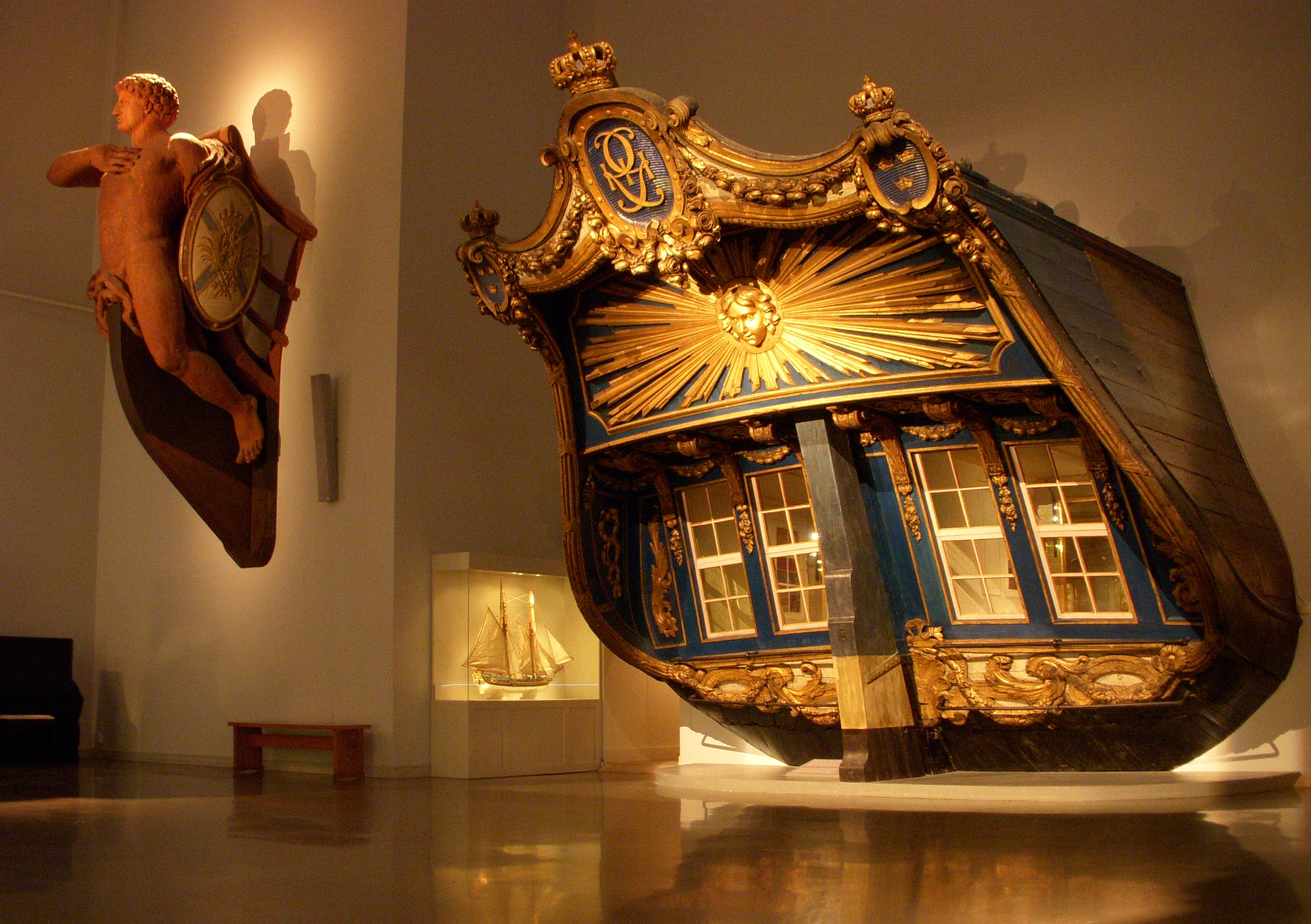
عقبهٔ کشتی آمفیون
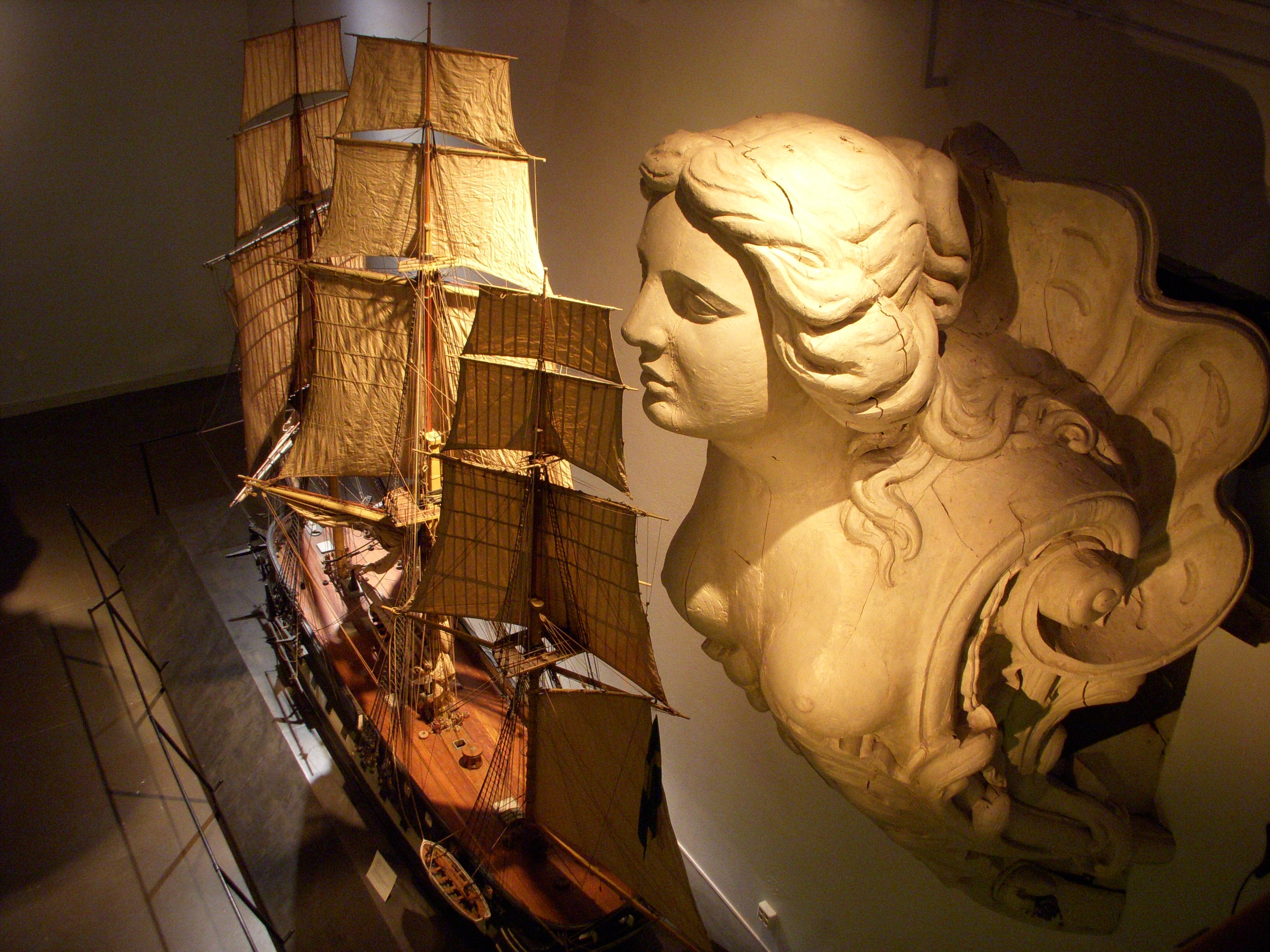
مدل کشتی
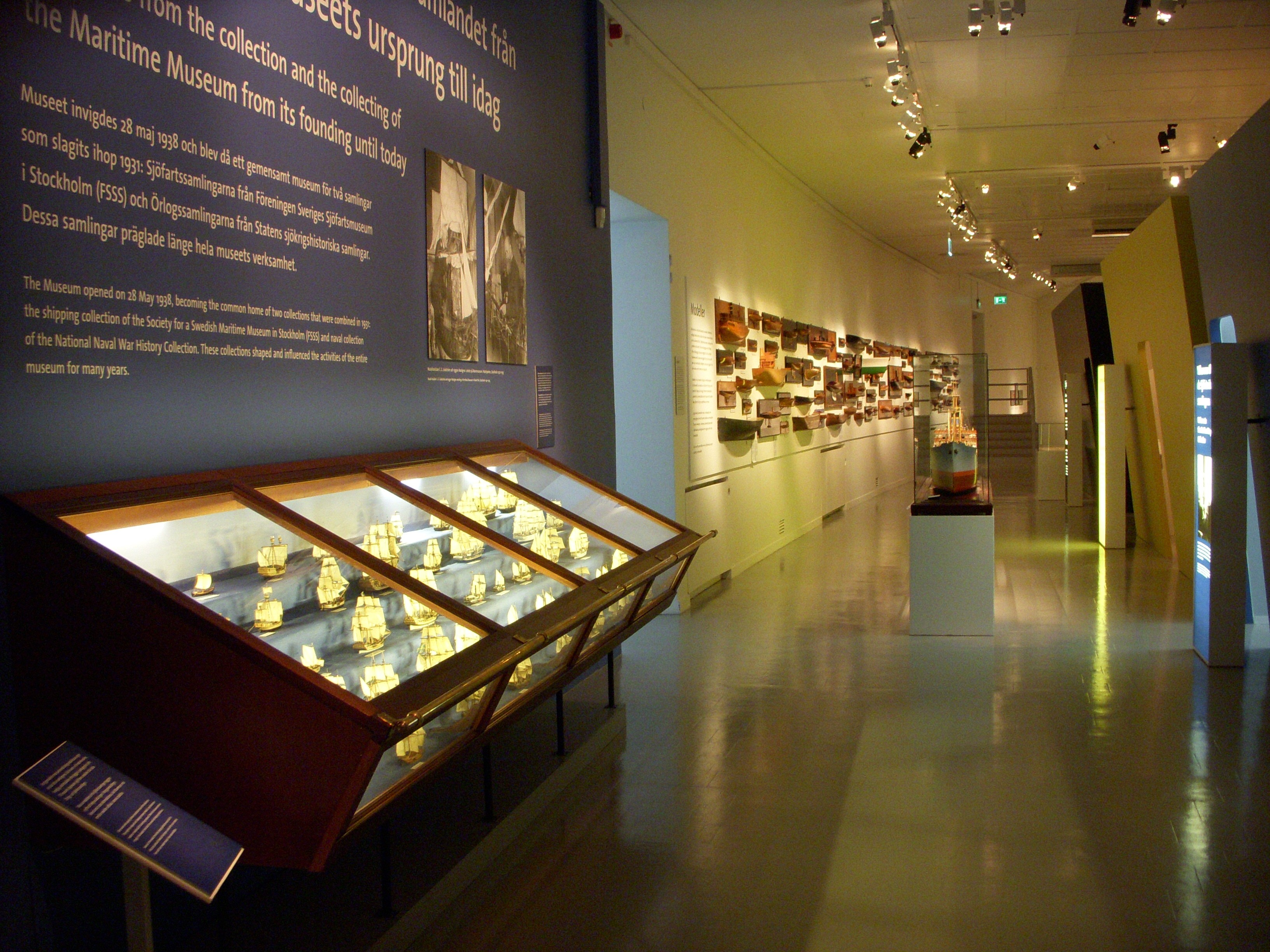
سالن نمایش
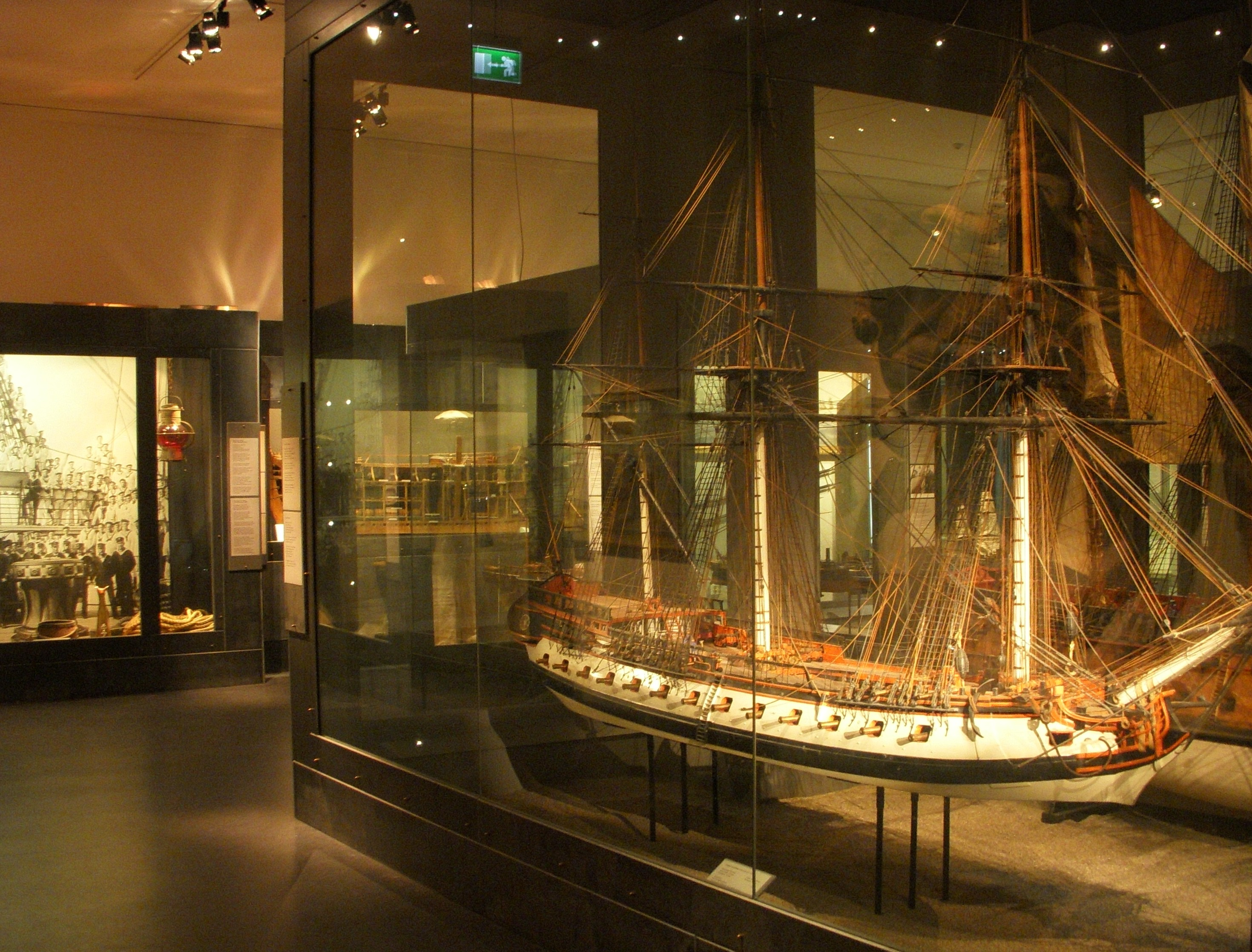
سالن نمایش